# 17 Brygada Piechoty (PSZ)
17 Brygada Piechoty (17 BP) – brygada piechoty Polskich Sił Zbrojnych.

## Formowanie i zmiany organizacyjne
W związku z II fazą rozbudowy PSZ i porządkowaniem nazewnictwa jednostek, z dniem 25 października 1944 roku, 7 Brygada Piechoty otrzymała nową nazwę 17 Brygada Piechoty. W momencie zmiany nazwy w skład brygady wchodziły następujące pododdziały; pluton sztabowy, 21, 22 i 23 bataliony piechoty oraz 17 kompania ckm. Od października do grudnia 1944 roku w garnizonie 17 Brygady na bazie przeszkalanych rekrutów - ochotników, jeńców i dezerterów z armii niemieckiej tworzono 3 Brygadę Strzelców Karpackich, 4 Wołyńską Brygadą Piechoty i inne jednostki dla ukompletowania 3 i 5 Dywizji. Ponadto przesyłano stałe uzupełnienia do walczących oddziałów korpusu. W związku z dalszą rozbudową sił 7 Dywizji Piechoty, na bazie batalionu wartowniczego dywizji, sformowano 30 grudnia 1944 roku 24 batalion piechoty. Następnie od grudnia 1944 roku do marca 1945 roku w brygadzie formowano jednostki tworzonej 2 Warszawskiej Dywizji Pancernej, w szczególności 16 Pomorskiej Brygady Piechoty, jednostek artylerii oraz służb. W marcu 1945 roku z formowanej 16 Brygady organizowanej na bazie batalionów 17 Brygady, przekazano najlepiej przeszkolonych 800 szeregowych na pokrycie etatów w batalionach strzeleckich 3 i 5 Dywizji. W dniu 9 kwietnia 21 batalion piechoty, przegrupowany wcześniej do rejonu Forli, oddał cały stan szeregowych batalionom strzeleckim korpusu celem ich pełnego uzupełnienia. Kadra 21 batalionu powróciła do San Basilio i po zakończeniu działań bojowych odtworzyła swój batalion do pełnego stanu etatowego. Dalszy napływ ochotników polskiego pochodzenia z południowej Francji, Szwajcarii i Polaków byłych żołnierzy armii niemieckiej, pozwolił na dalsze uzupełnienia istniejących jednostek 2 Korpusu oraz formowanie nowych. Z wydzielonych czterech kompanii, po jednej z każdego istniejącego batalionu 17 Brygady Piechoty, w dniu 20 czerwca 1945 roku powstał 20 batalion piechoty. Z uwagi na nakazaną przez władze brytyjskie redukcją stanu ilościowego 2 Korpusu Polskiego, z dniem 16 września 1945 został rozwiązany 20 batalion piechoty, a 30 października  24 batalion piechoty. W okresie 1946 roku 17 Brygada Piechoty pełniła służbę okupacyjną we Włoszech oraz rozpoczęła demobilizację stanu osobowego. Od września do grudnia 1946 roku poszczególne jednostki brygady zostały przewiezione do Wielkiej Brytanii i w kwietniu 1947 roku rozwiązane. 

## Żołnierze brygady
Dowódca brygady
- ppłk Sylwester Krasowski (od 8 X 1944)[5]

## Struktura organizacyjna
X 1944 - XII 1945
- 21 batalion piechoty
- 22 batalion piechoty
- 23 batalion piechoty
- 17 kompania ckm - dowódcy: kpt. Włodzimierz Papiz, kpt. Józef Wysocki
- 24 batalion piechoty (od 30 XII 1944 do 30 X 1945)
- 20 batalion piechoty (od 20 VI do 16 IX 1945)

Struktura w lutym 1946:
- 21 batalion piechoty
- 22 batalion piechoty
- 23 batalion piechoty